# Let Us Pray
Let Us Pray è il primo album della band death metal statunitense Vital Remains.
Pubblicato dalla Deaf Records/Peaceville Records il 21 agosto del 1992. È l'unico album della band in cui Ace Alonzo suona la batteria.

## Tracce
1. War in Paradise – 7:44
2. Of Pure Unholiness – 6:39
3. Ceremony of the Seventh Circle – 6:58
4. Uncultivated Grave – 7:01
5. Malevolent Invocation – 4:10
6. Isolated Magick – 5:13
7. Cult of the Dead – 7:09
8. Frozen Terror – 5:47
9. Amulet of the Conquering (Bonus track) – 5:32

## Formazione
- Jeff Gruslin - voce
- Tony Lazaro - chitarra ritmica
- Paul Flynn - chitarra solista
- Joseph "Joe" Lewis - basso
- Ace Alonzo - batteria